# Levi Randolph
Pour les articles homonymes, voir Randolph.
Levi Leland Randolph Jr., né le 3 octobre 1992, à Madison, en Alabama, est un joueur américain de basket-ball. Il évolue aux postes d'arrière et ailier.

## Carrière
Le 7 janvier 2020, il signe un contrat two-way avec les Cavaliers de Cleveland. Le 13 janvier 2020, il est coupé.
En août 2021 Randolph s'engage avec Filou Oostende qui dispute notamment la Ligue des champions. En avril 2022 il remporte le premier titre de MVP de BNXT League. Un mois plus tard il remporte le titre de champion de Belgique en BNXT League avec Ostende.

## Palmarès et distinctions

### Palmarès
- Champion de Belgique en 2022 avec Filou Oostende.

### Distinctions personnelles
- MVP de BNXT League 2021-2022.